# Čelivo
Čelivo (Duits: Tscheliw) is een Tsjechische plaats in de gemeente Postupice, regio Midden-Bohemen, en maakt deel uit van het district Benešov. Het dorp ligt op 4,5 kilometer afstand van Postupice.
Čelivo telt 52 inwoners (2021).

## Geschiedenis
De eerste schriftelijke vermelding van het dorp dateert van 1370.
Sinds 1960 is Čelivo volledig ondergebracht bij het district Benešov.

## Verkeer en vervoer

### Autowegen
Er leidt een regionale weg naar het dorp.

### Spoorlijnen
Er is geen station in Čelivo. Het dichtbijzijnde station is in Postupice, meer bepaald in Lísek, op zo'n zes kilometer afstand. Dat station ligt aan spoorlijn 222 Benešov - Vlašim - Trhový Štěpánov. De lijn is enkelsporig en werd tussen Benešov en Vlašim in 1895 geopend.

### Buslijnen
Er is één bushalte in het dorp:
| Halte             | Lijn(en)    | Traject(en)                                          | Vervoerder(s)            |
| ----------------- | ----------- | ---------------------------------------------------- | ------------------------ |
| Postupice, Čelivo | 455 750 758 | Benešov - Tábor Benešov - Načeradec Benešov - Vlašim | Comett Plus CŠAD Benešov |

## Bezienswaardigheden
- Dorpskapel

## Galerij

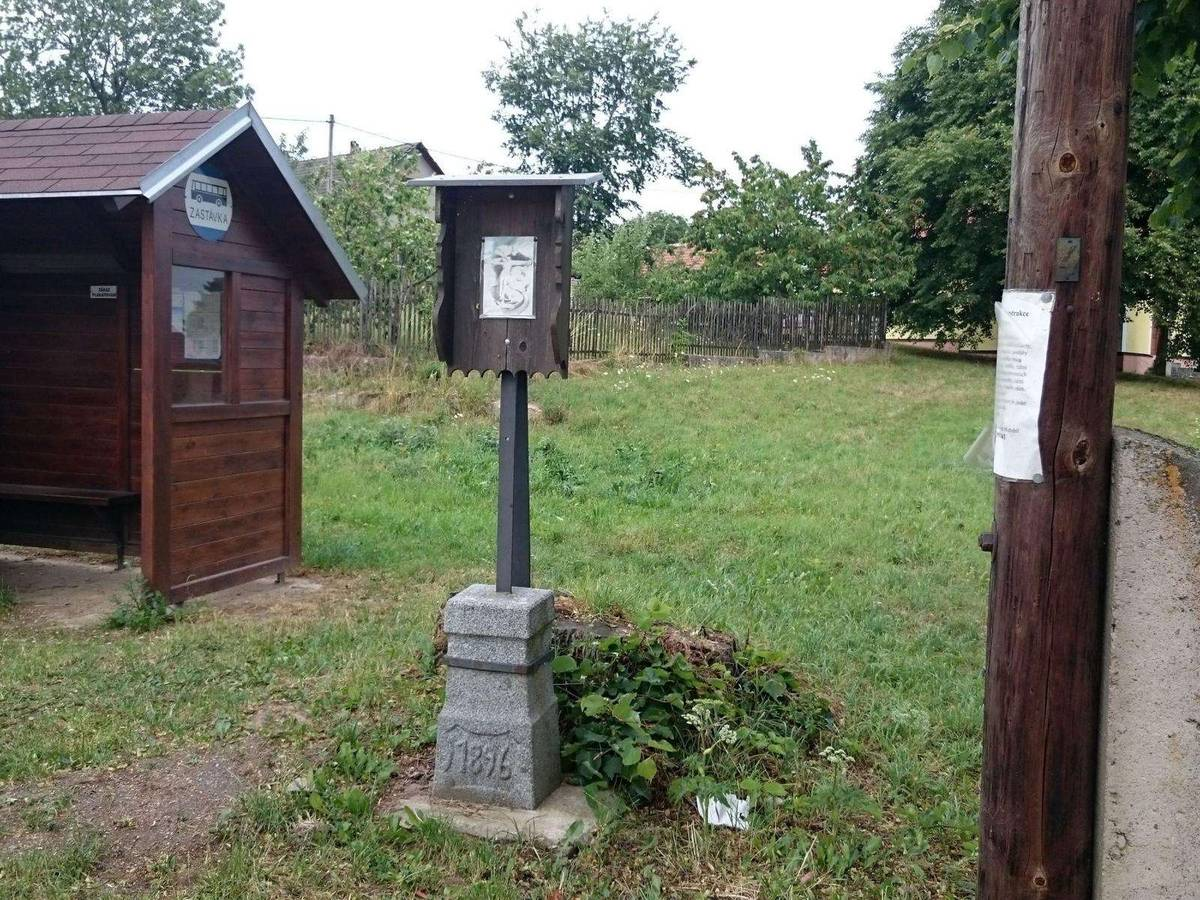
Bushalte (2021)
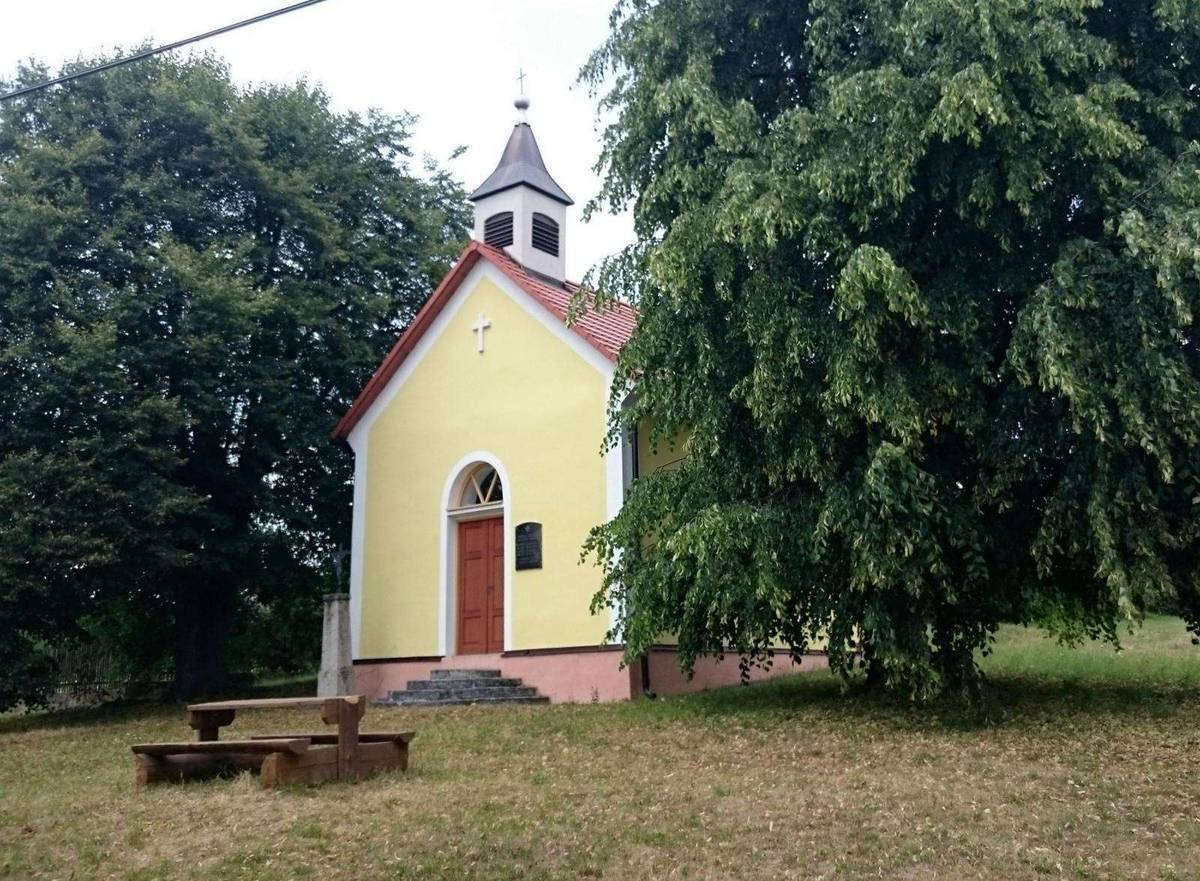
Dorpskapel (2021)
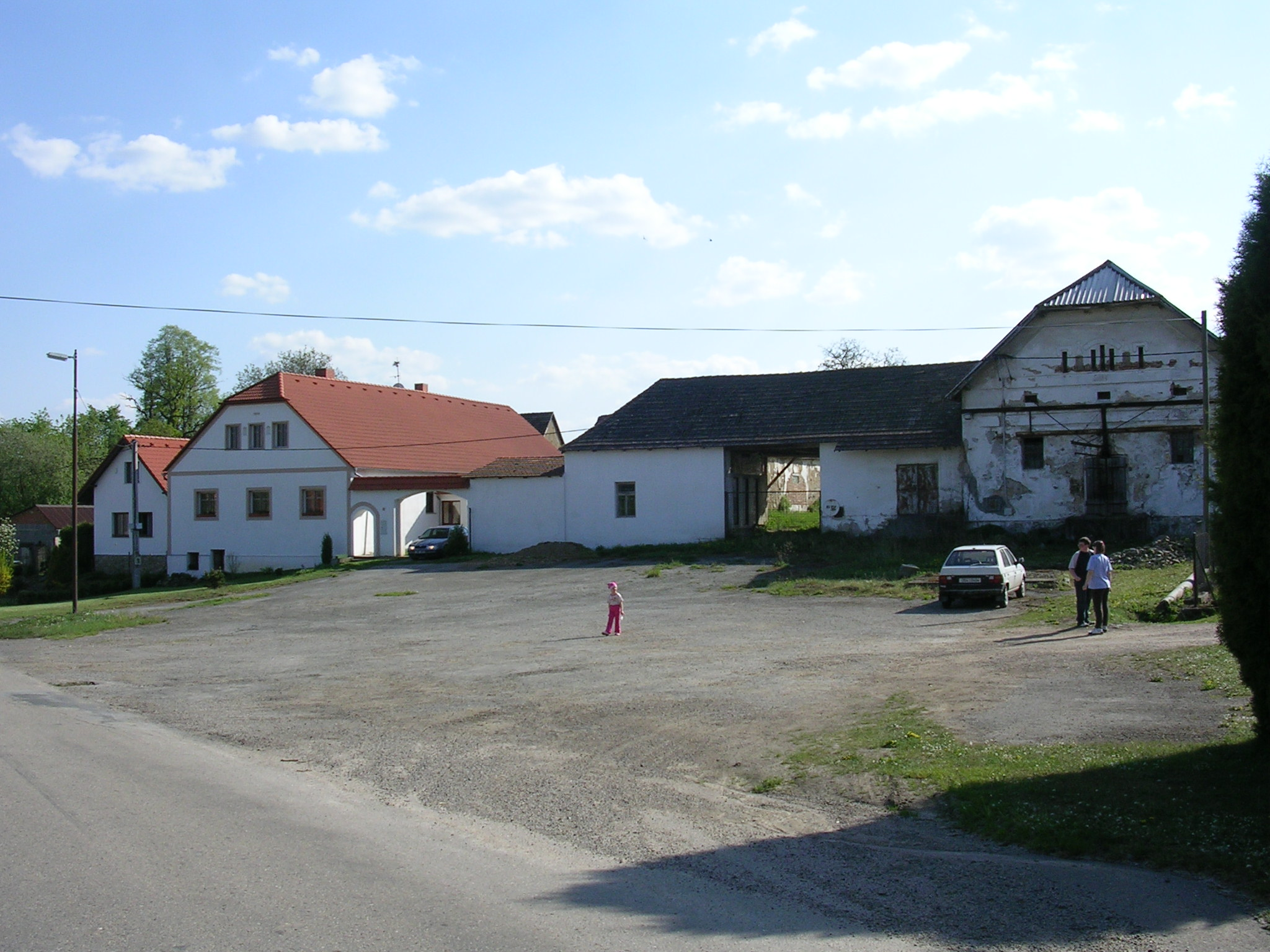
Dorpsplein (2009)